# Plagiohammus emanon
Plagiohammus emanon är en skalbaggsart som beskrevs av Dillon 1941. Plagiohammus emanon ingår i släktet Plagiohammus och familjen långhorningar.
Artens utbredningsområde är:
- Costa Rica.
- Panama.

Inga underarter finns listade i Catalogue of Life.